# Tadeusz Jakub Wagner
Tadeusz Jakub Wagner (ur. 2 maja 1794 w Warszawie, zm. 16 sierpnia 1852 tamże) – polski filozof i nauczyciel.

## Życiorys
Urodził się w rodzinie Józefa i Małgorzaty z domu Inklewicz dnia 2 maja 1794 w Warszawie. Tu też ukończył nauki w szkole pijarów. W 1812 został nauczycielem i w latach 1813-1820 wykładał nauki przyrodzone w liceum warszawskim, i do 1821 matematykę i fizykę w Szkole Wydziałowej Warszawskiej.
W latach 1821–1826 był przełożonym i nauczycielem szkoły w Lubomlu na Wołyniu w dobrach Branickich.
W 1825 kończy studia na wydziale matematyczno-przyrodniczym Uniwersytetu Warszawskiego i otrzymuje stosowny dyplom.
Do uzyskania emerytury w 1850 uczył w różnych szkołach w Warszawie.  
Tadeusz Jakub żonaty był z Apolonią z domu Schlösiger, z którą miał jednego syna Tadeusza Jana.
Zmarł 16 sierpnia 1852 w Warszawie.

## Publikacje
Wydał dwie pozycje:
- Zasady budownictwa cywilnego przez Mitterera pomnożone dodatkami, Warszawa 1826, z 20 rycinami
- Mały Telemak, przekład z francuskiego Warszawa 1847.